# Música do Burundi
Burundi é uma nação Centro-africana, que está intimamente ligada ao Ruanda, geográfica, histórica e culturalmente. Internacionalmente, o país produziu a música do grupo Master Drummers of Burundi, os antigos percussionistas reais.
Músicos belgas do Burundi como Éric Baranyanka da família real no Burundi, Ciza Muhirwa e, especialmente, Khadja Nin, mais recentemente ganharam proeminência. Visto que a música é da mente e da alma, que expressa principalmente o que o povo do Burundi sente e o que eles pensam quando batem os tambores.
Uma característica dos homens do Burundi é o acompanhamento de canções folclóricas inanga[